# Дифенилкарбазон
Дифенилкарбазон — (1,5-дифенилкарбазон, 2-фенилгидразид фенилазомуравьиной кислоты), индикатор.

## Свойства
Дифенилкарбазон — красно-коричневые кристаллы, почти не растворимые в воде, хорошо растворимые в бензоле, этаноле, хлороформе.
Синтезируют окислением дифенилкарбазида в щелочных растворах. Чистый дифенилкарбазон получают в реакции фенилгидразина с фениловым эфиром фенилдиазенкарбоновой кислоты.

## Применение
Применяется для фотометрического определения Hg, Cd, Cr, Cu, Mo, Pd, Ir, Ru, экстракционного концентрирования некоторых элементов, как индикатор при меркурометрическом титровании галогенидов и цианидов.